# Juho H. Heiskanen
Juho H. Heiskanen, finski general, * 1889, † 1950.